# Armillaria gallica
Armillaria gallica Marxm. & Romagn., 1987, conosciuta anche come Armillaria bulbosa, è una specie di "chiodino" simile ad Armillaria mellea, da cui si distingue essenzialmente per la caratteristica forma "clavata" del gambo, che è anche più scuro nella sua parte inferiore.

È un fungo poco comune ma dalla resa eccellente da giovane, quando il gambo non è troppo coriaceo. In età matura si consumano solamente i cappelli.

Come tutte le altre specie congeneri, dev'essere consumato dopo prebollitura in quanto contiene tossine termolabili e non bisogna congelarlo perché una frazione di queste tossine potrebbe fissarsi alla struttura fungina e diventare termostabile.

## Etimologia
Il nome deriva dal latino Gallica, della Gallia.

## Descrizione della specie
Cappello 
Fino a 12–14 cm, inizialmente convesso, poi più spianato, umbonato, margine lievemente striato e fioccoso; di colore variabile, dal giallo-ocraceo al nocciola, fino al marrone scuro, con cuticola granulosa o escoriata, maggiormente al centro.
 Lamelle 
Subdecorrenti, fitte, inizialmente bianche, poi gialle, infine con chiazze rossastre.
 Gambo 
Clavato, pieno e consistente, con base bulbosa, a volte di larghezza considerevole (in casi molto rari anche 6–8 cm), striato, con fibrille e residui del velo. Di colore bruno, con base più scura.
 Anello 
Giallo oppure giallo-sporco, fragile, spesso sfrangiato o consunto in età.
 Carne 
Soda sul cappello e nella parte superiore del gambo, coriacea e fibrosa nella parte inferiore del gambo (poco coriacea negli esemplari giovani), legnosa vicino al substrato di crescita, di colore bianco, carnicino in età avanzata.
- Odore: intenso, gradevole, fungino; ricorda un po' il muschio oppure l'humus. Di legno fradicio in età avanzata, quando il fungo è crudo.
- Sapore: grato, aromatico, con retrogusto amarognolo. Cattivo quello dei gambi negli esemplari troppo vecchi.

## Caratteri miscroscopici
Spore
Ellittiche, lisce, bianche in massa.

## Distribuzione e habitat
L'Armillaria gallica cresce in autunno, gregario oppure cespitoso, sui tronchi marcescenti oppure su legname/radici interrati.

## Commestibilità

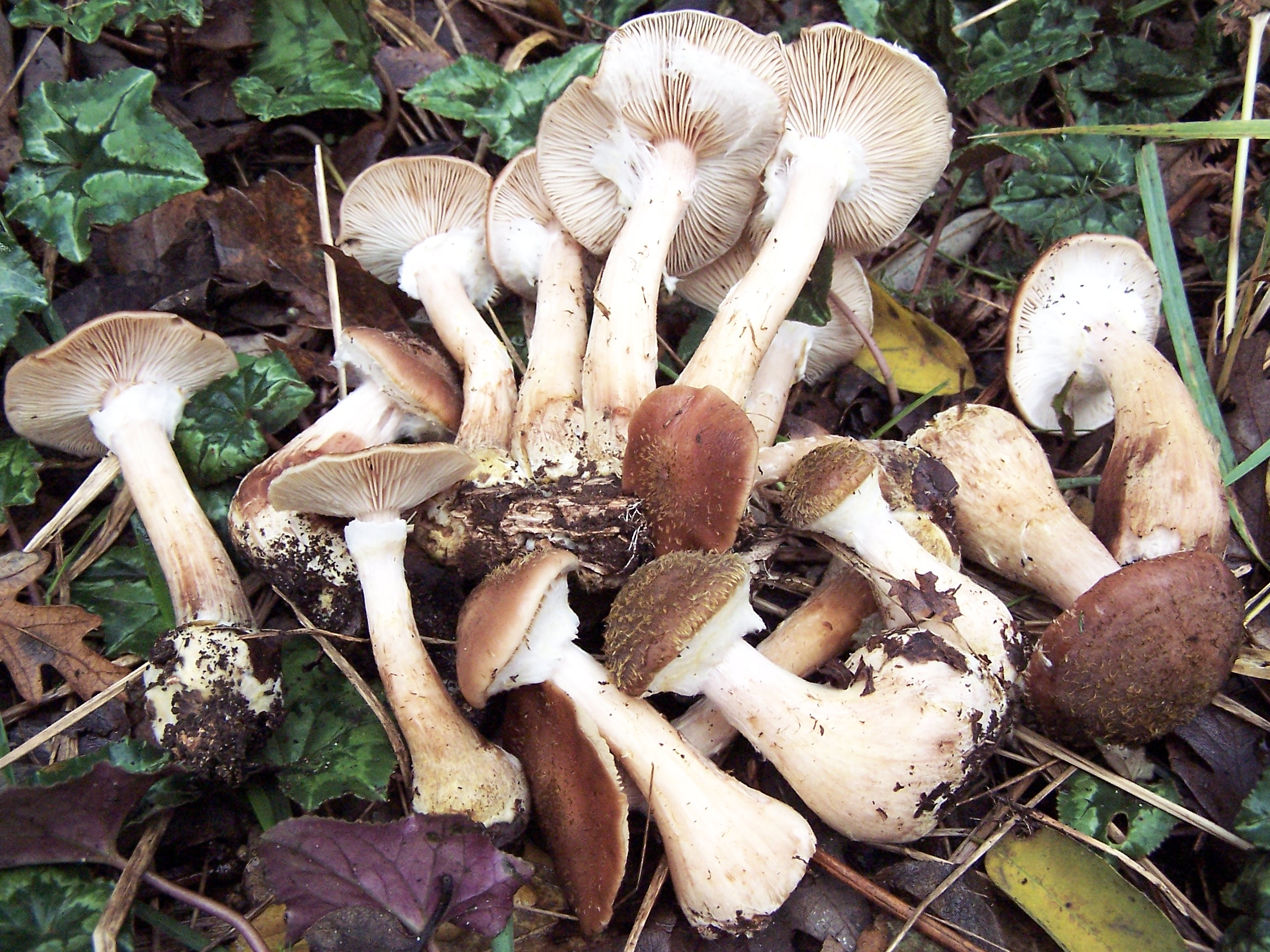
Esemplari giovani, anche fortemente clavati

Buono, con cautela; velenoso da crudo.

Molto alta la resa negli esemplari giovani che presentano il gambo fortemente clavato e carnoso e non troppo coriaceo, quindi commestibile.

Degli esemplari più anziani bisogna consumare solo i cappelli in quanto il gambo diventa fibroso e stopposo, oltre ad essere indigesto ed a possedere un sapore amaro, sgradevole.
Come Armillaria mellea è un fungo dal sapore eccellente, purché ben cotto ed escludendo il liquido di cottura. Contiene infatti tossine di natura proteica ("emolisine") termolabili a 65-70 °C. Di norma si fa bollire per 15/20 minuti e si butta l'acqua di cottura.
Non consumare esemplari congelati da freschi: il gelo "fissa" alcune tossine, che non vengono più inattivate con il calore. Pertanto prima della eventuale congelazione, va effettuata la prebollitura.

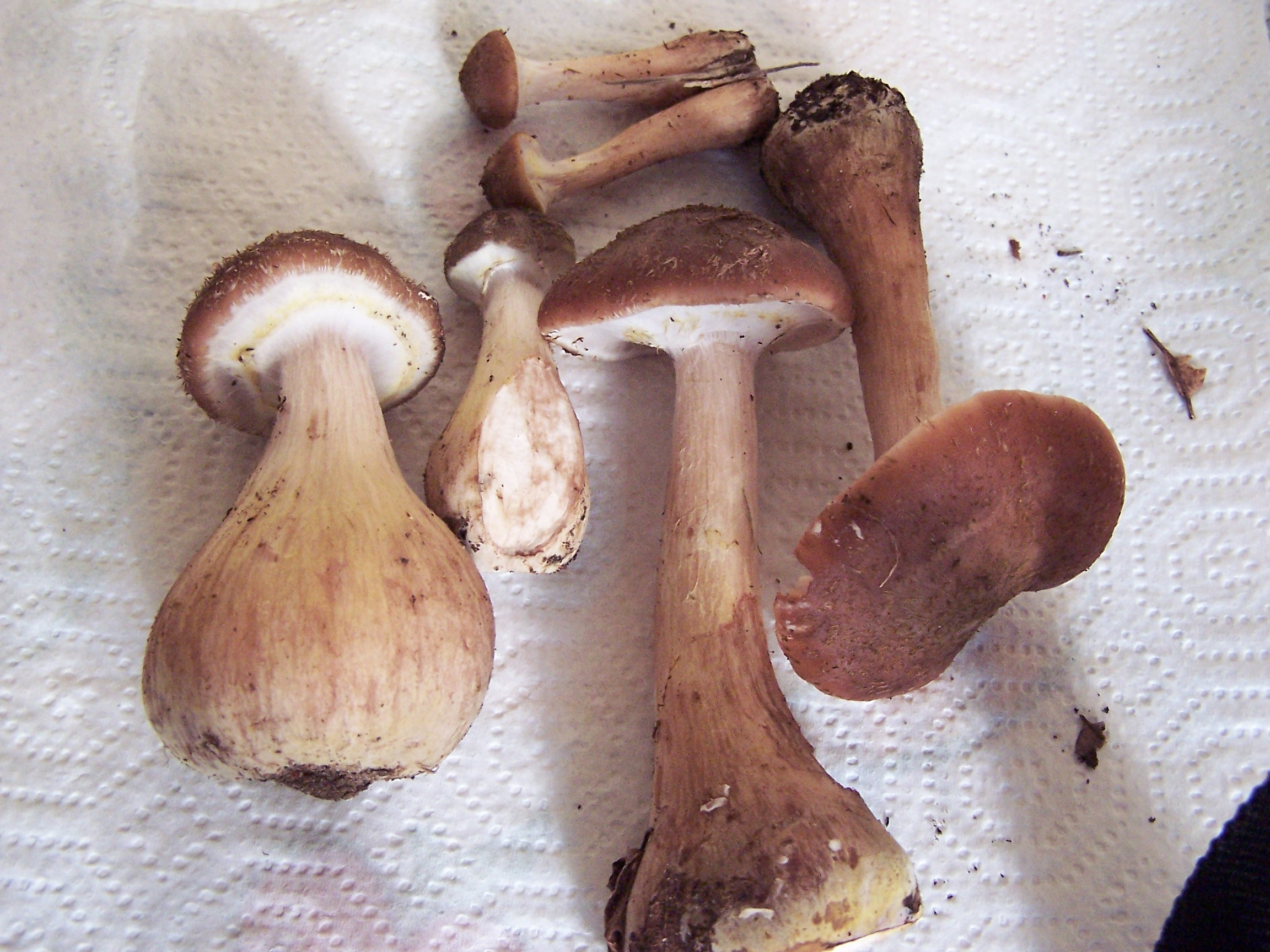
In evidenza il gambo "clavato"

## Tassonomia

### Sinonimi e binomi obsoleti
- Agaricus melleus sensu Bolton [Hist. Fung. Halifax (1791)]; fide Checklist of Basidiomycota of Great Britain and Ireland (2005)
- Armillaria lutea sensu auct.; fide Checklist of Basidiomycota of Great Britain and Ireland (2005)
- Armillaria bulbosa sensu auct. brit.[2]

### Specie simili
- Armillaria mellea, ottimo commestibile (velenoso da crudo) che presenta la parte alta del gambo di colore giallo.
- Armillaria tabescens, buon commestibile (tossico da crudo) che però è sprovvista dell'anello.
- Armillaria cepistipes, specialmente nella sua forma "Pseudobulbosa".
- A volte con Cortinarius armillatus (tossico).
- È una specie strettamente affine a Armillaria ostoyae.

## Curiosità
- Un esemplare di questa specie occupa 15 ettari di suolo nel Michigan settentrionale, pesa almeno 9700 kg e si pensa che questo fungo abbia almeno 1500 anni[3]. Ulteriori studi fanno pensare che il fungo possa quasi raggiungere i 400.000 kg e avere oltre 2.500 anni[4]. Tale fungo è l'elemento conduttore della trama della puntata Il grande fungo di Un medico tra gli orsi.

## Galleria d'immagini

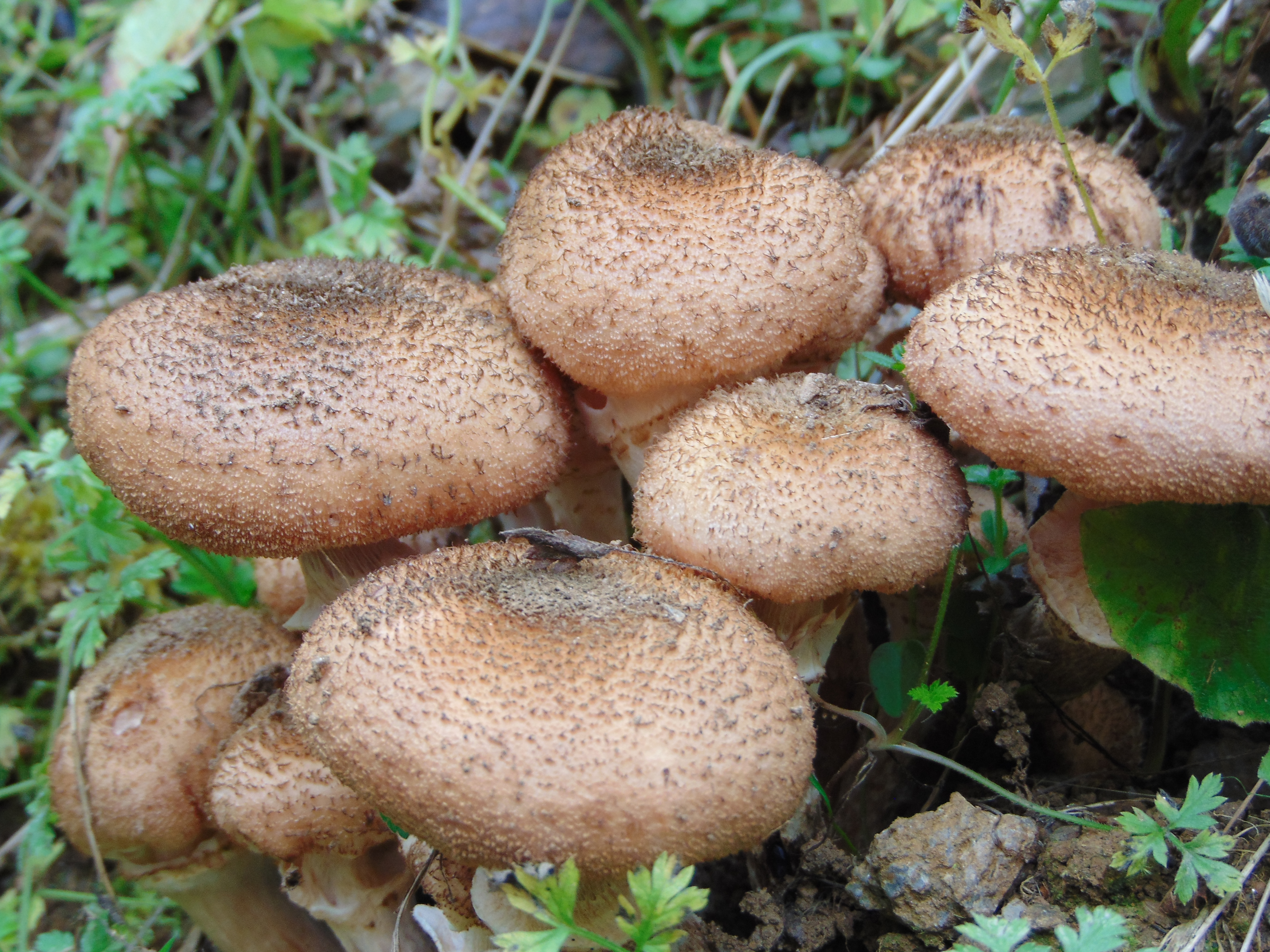
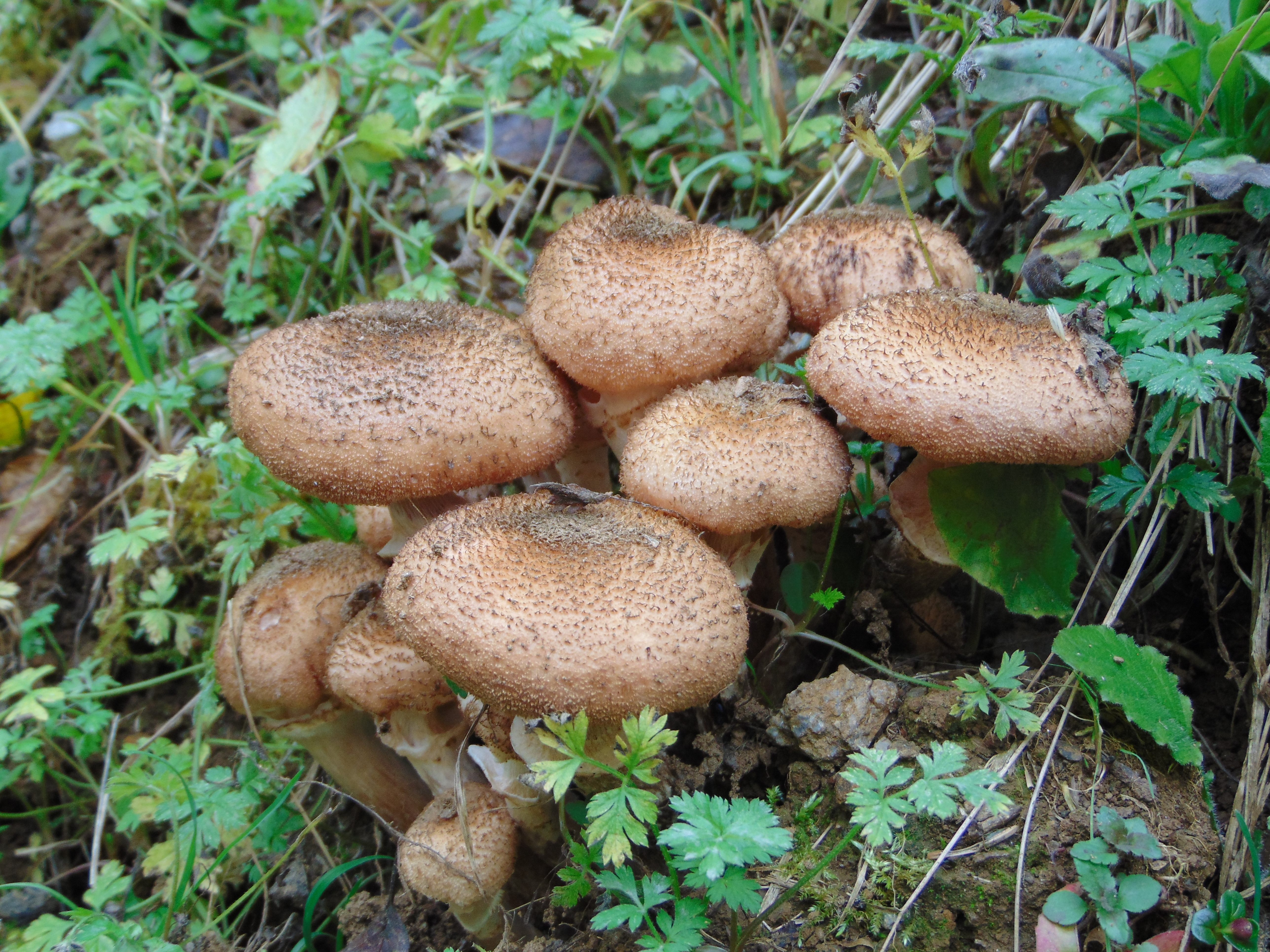
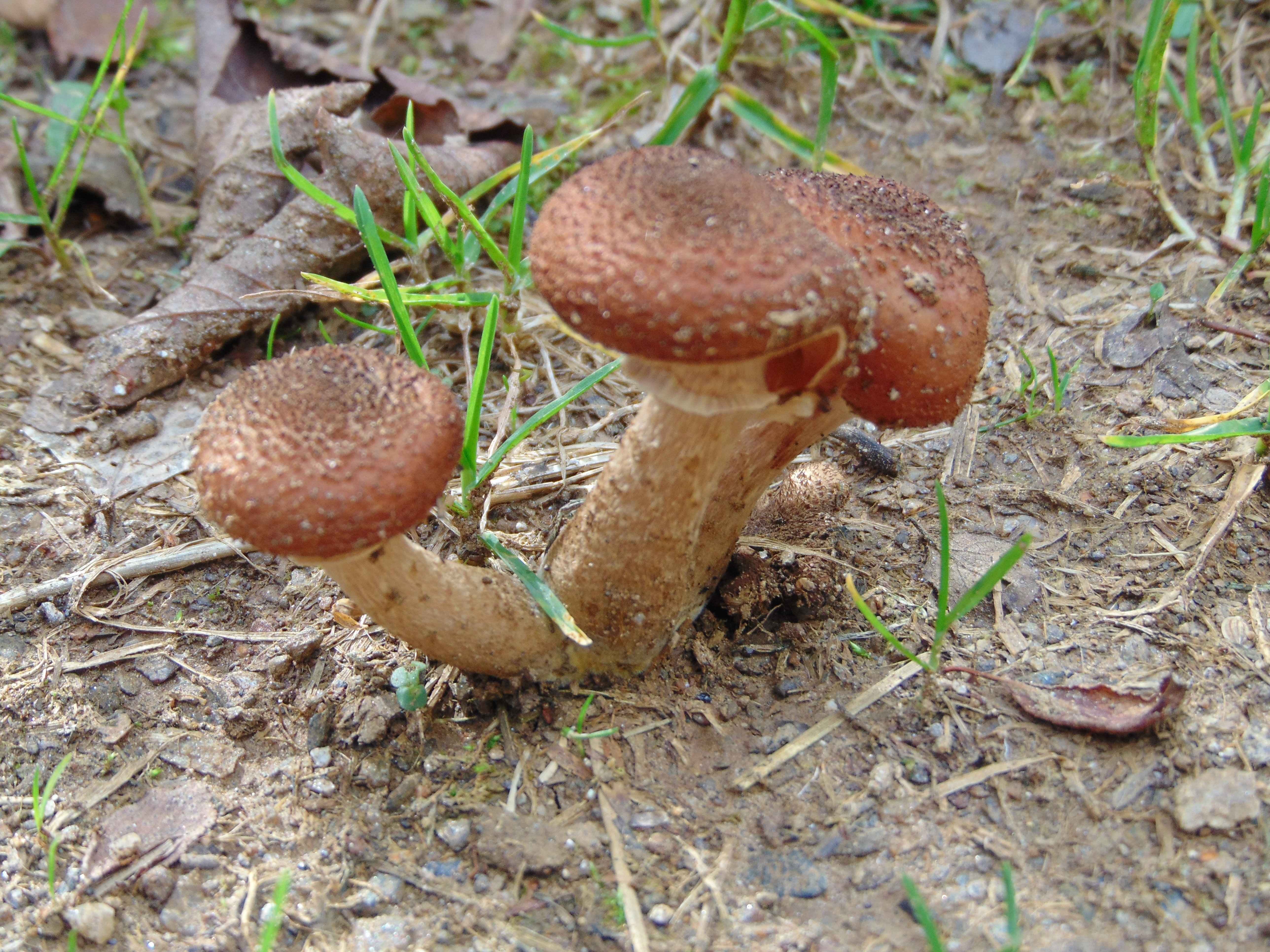
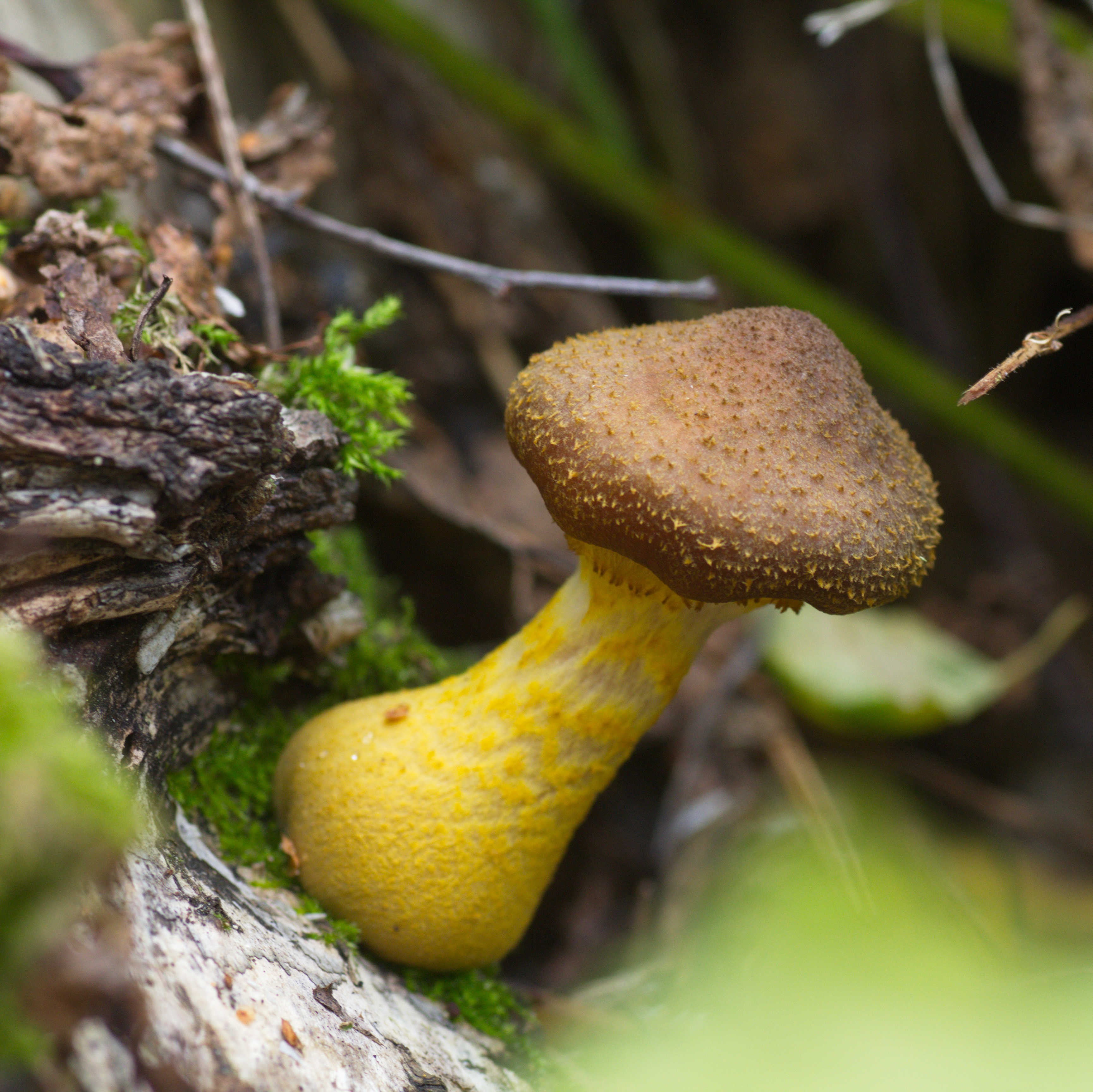
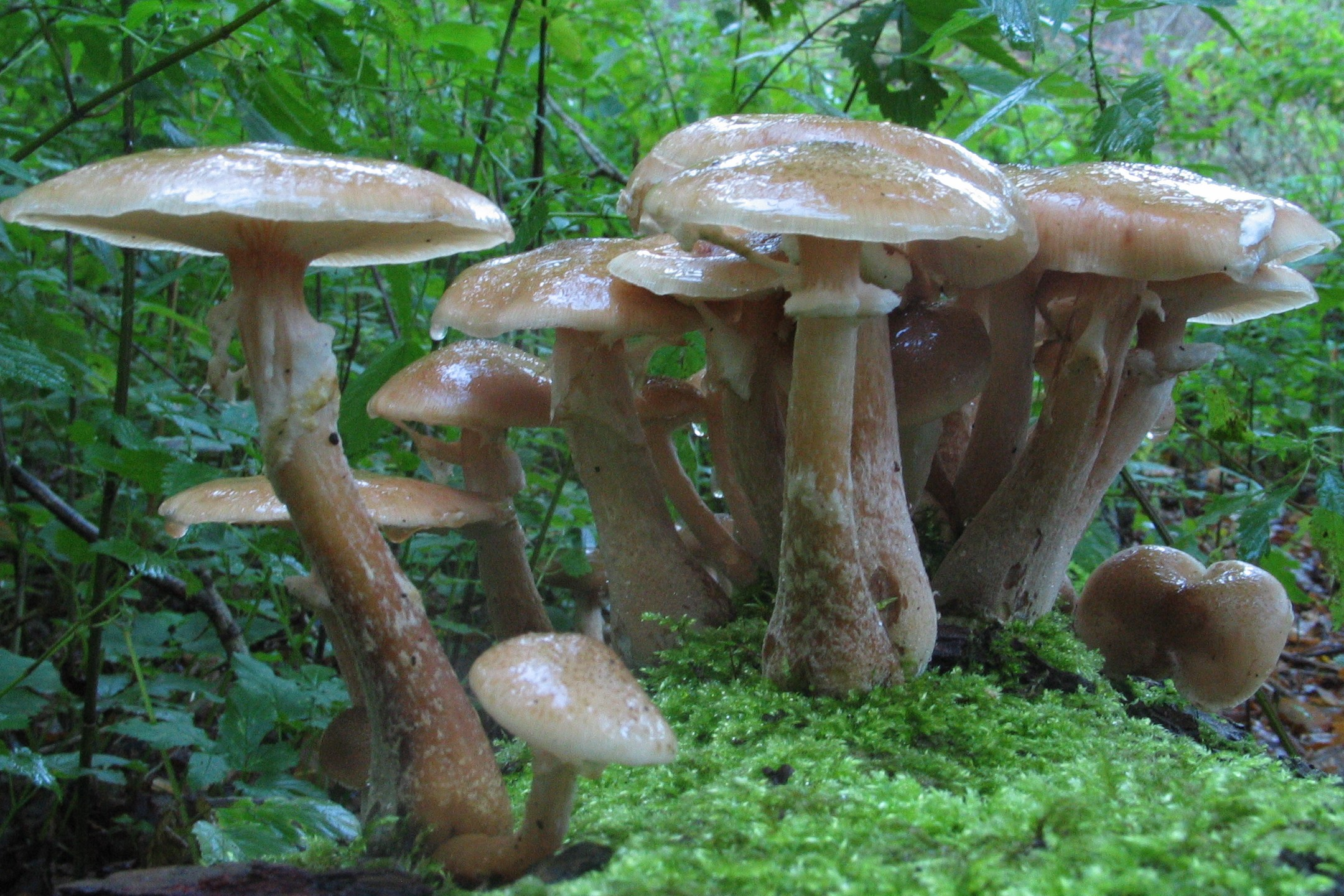
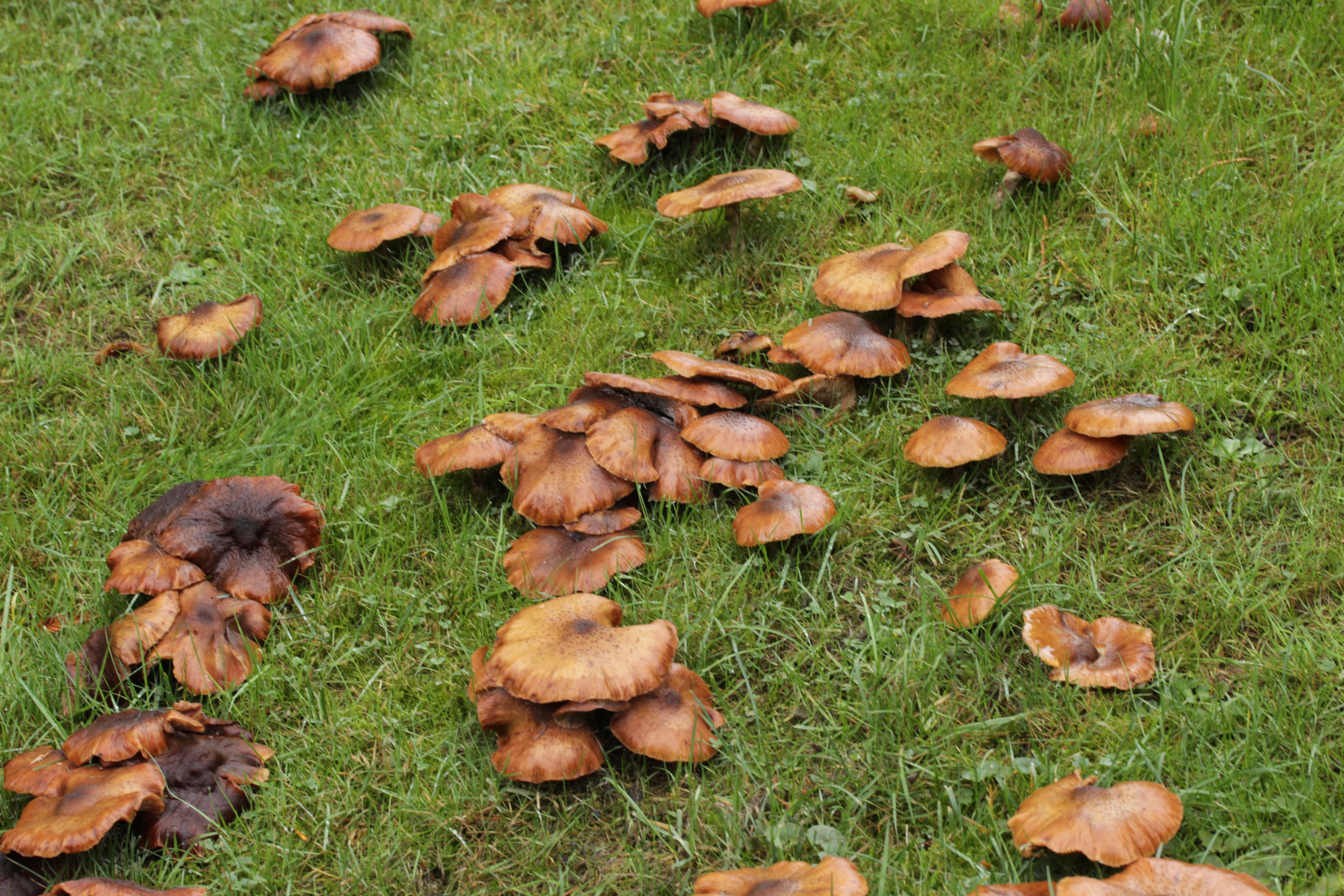